# IC 2214
IC 2214 је спирална галаксија у сазвјежђу Рис која се налази на листи објеката дубоког неба у Индекс каталогу.
Деклинација објекта је + 33° 17' 25" а ректасцензија 7h 59m 53,8s. Привидна величина (магнитуда) објекта IC 2214 износи 13,7 а фотографска магнитуда 14,5. IC 2214 је још познат и под ознакама UGC 4143, MCG 6-18-7, CGCG 178-16, IRAS 07566+3325, PGC 22417.